# آتشفشان سانتو توماس
آتشفشان سانتو توماس (به اسپانیایی: Volcán Santo Tomás) یا آتشفشان پکول (به اسپانیایی: Volcán Pecul) آتشفشانی چینه‌ای به ارتفاع ۳۵۴۲ متر واقع در گواتمالا در آمریکای مرکزی است.

## مشخصات
سانتو توماس آتشفشان چینه‌ای بزرگ و فرسایش‌یافته‌ای است که سرتاسر دره‌ای واقع در جنوب شرقی آتشفشان سانتا ماریا را دربر می‌گیرد. قلهٔ این آتشفشان از تفرایی مربوط به اواخر دوران کواترنری پوشیده شده است. تیغه‌ای پیچ‌خورده سانتو توماس را به آتشفشان چینه‌ای دیگری به نام ولکان د سونیل به ارتفاع ۳۵۴۲ متر که در فاصلهٔ ۴.۵ کیلومتری شمال شرقی سانتو توماس قرار داشته و بلندترین قلهٔ مجموعهٔ سانتو توماس-سونیل است متصل می‌سازد.
آتشفشان سونیل خود در جنوب غربی دیوارهٔ کاسه‌ای آتشفشانی به قطر ۴ کیلومتر و عمق ۶۰۰ متر قرار دارد. چندین گنبد گدازهٔ داسیتی-ریولیتی در دامنه‌های شمالی کاسهٔ آتشفشانی و دامنه‌های شمال غربی آتشفشان سونیل وجود دارند که تاریخ فوران جوانترین آنها به ۸۴ هزار سال پیش می رسد. هیچ فعالیت آتشفشانی برای سانتو توماس در دوران هولوسن ثبت نشده است با وجود این این آتشفشان را به دلیل فعالیت‌های زمین‌گرمایی آن در زمرهٔ اتشفشان‌های فعال قرار داده‌اند. همچنین در غرب تیغه‌ای که دو آتشفشان سانتو توماس و سونیل را به هم متصل ساخته است چشمه‌های آب گرم و چشمه‌های گوگردی قرار دارند.